# IC 1186
IC 1186 је спирална галаксија у сазвјежђу Херкул која се налази на листи објеката дубоког неба у Индекс каталогу.
Деклинација објекта је + 17° 21' 44" а ректасцензија 16h 5m 44,2s. Привидна величина (магнитуда) објекта IC 1186 износи 14,6 а фотографска магнитуда 15,4. IC 1186 је још познат и под ознакама MCG 3-41-111, CGCG 108-133, DRCG 34-19, PGC 57095.